# Phytomyza horticola
Espèce
Synonymes
- Chromatomyia horticola (Goureau, 1851)[2]

Phytomyza horticola est une espèce de mouchew de la famille des Agromyzidae.

## Répartition
Phytomyza horticola se nourrit de plantes originaires d'Europe, d'Afrique et d'Asie, des régions tempérées et tropicales.

## Parasitologie
L'insecte est un parasite des plantes Achillea filipendulina, Achillea millefolium, Achillea ptarmica, Adenostyles, Ajuga, Alcea rosea, Alliaria, Allium, Amaranthus, Anchusa, Antirrhinum majus, Arctium lappa, Arctium tomentosum, Armoracia, Artemisia absinthium, Artemisia vulgaris, Asperugo procumbens (de), Aster, Astrantia major, Aurinia saxatilis, Brassica napus, Brassica oleracea, Buglossoides arvensis, Cannabis sativa, Capsella, Cardaria draba, Centaurea jacea, Centaurea macrocephala, Centaurea melitensis, Centaurea phrygia, Centaurea solstitialis, Centranthus, Chelidonium, Chenopodium, Chrysanthemum arcticum, Chrysanthemum indicum, Chrysanthemum ×grandiflorum, Cirsium arvense, Cirsium creticum (de), Cirsium oleraceum, Clinopodium vulgare, Coreopsis grandiflora, Crupina crupinastrum (es), Cucumis melo, Cucumis sativus, Cucurbita pepo, Cyanus montanus, Dahlia, Diplotaxis tenuifolia, Echium vulgare, Erigeron, Erysimum cheiri, Galeopsis, Gerbera jamesonii (en), Glebionis coronaria, Gypsophila paniculata, Helianthus annuus, Helminthotheca echioides, Hesperis, Humulus lupulus, Hyoseris radiata, Impatiens parviflora, Isatis, Jacobaea subalpina (it), Knautia, Lactuca sativa, Lactuca serriola, Leontopodium nivale subsp. alpinum, Leucanthemopsis alpina, Leucanthemum maximum, Leucanthemum vulgare, Linaria genistifolia (it), Linaria vulgaris, Linum usitatissimum, Lupinus angustifolius, Lycopersicon esculentum, Malva neglecta, Malva sylvestris, Matthiola incana, Meconopsis, Medicago sativa, Mentha longifolia, Misopates orontium, Myagrum perfoliatum, Nicotiana tabacum, Ononis reclinata, Ononis spinosa, Origanum vulgare, Papaver rhoeas, Papaver somniferum, Petroselinum crispum, Petunia axillaris, Phacelia tanacetifolia, Phaseolus vulgaris, Pisum sativum, Plantago lanceolata, Plantago major, Psephellus dealbatus (en), Ranunculus lingua, Raphanus sativus, Rapistrum rugosum, Reseda, Rudbeckia laciniata, Rudbeckia nitida, Salvia nemorosa, Senecio doria (pt), Senecio leucanthemifolius (de), Senecio nemorensis (de), Senecio vulgaris, Sinapis, Sisymbrium officinale, Solanum nigrum, Sonchus arvensis, Sonchus asper, Sonchus bulbosus (de), Sonchus oleraceus, Tanacetum parthenium, Tanacetum vulgare, Taraxacum officinale, Thlaspi, Trifolium incarnatum, Trifolium pratense, Trifolium stellatum, Tripleurospermum maritimum, Tropaeolum majus, Tyrimnus leucographus (it), Valeriana montana, Valeriana officinalis, Valerianella, Vicia faba, Vicia sativa, Zinnia elegans.